# Liste des aqueducs romains
Les aqueducs romains ont laissé de nombreux vestiges, notamment des ponts-aqueducs comme le pont du Gard en France, l'aqueduc de Ségovie en Espagne, l'aqueduc de Carthage en Tunisie. Cependant, la plus grande partie du parcours de ces aqueducs était souterraine, et bien moins spectaculaire que les ponts et viaducs qui persistent encore.

## Algérie(39)

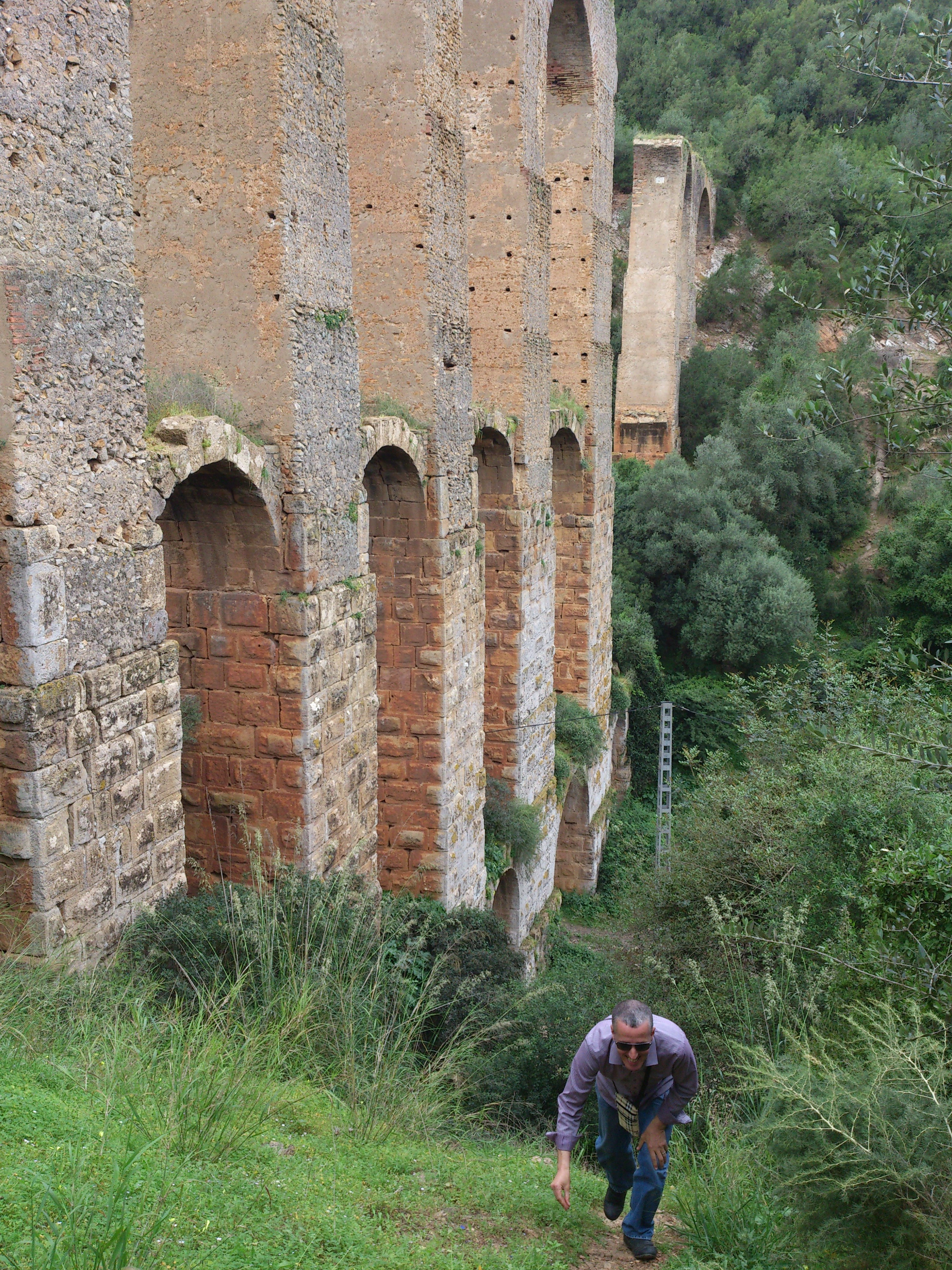
Aqueduc de Cherchell, Cherchell, Algérie.

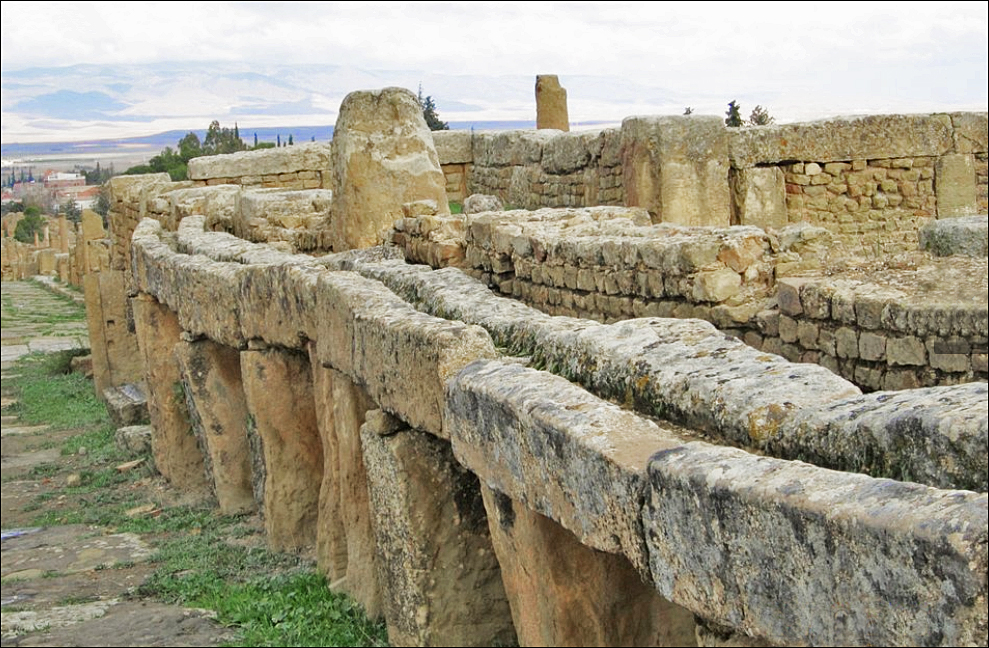
Aqueduc de Timgad, Timgad, Algérie.

- Aqueduc de l'oued Abiot-Arab, Babar el Slanis
- Aqueduc de la plaine de Baghai
- Aqueduc de Béjaia Saldae
- Aqueduc de Bélimour
- Aqueduc de la plaine de Belezma
- Aqueduc de Beni Mélek
- Aqueduc de Bordj-Zembia
- Aqueduc de Castellum Tingitanum
- Aqueduc de la plaine de Chateaudun
- Aqueduc de Cherchell Caesarea
- Aqueduc de Constantine Cirta
- Aqueduc de Djemila Cuicul
- Aqueduc de Djidgeli Igilgili
- Aqueduc de El Hamamet
- Aqueduc de Guert-Gasses
- Aqueduc de Gunugu Gunugus
- Aqueduc d'Hippone Hippone
- Aqueduc de Macomades
- Aqueduc du plateau de Mahmel
- Aqueduc de Mascula
- Aqueduc de Mellagou
- aqueduc de Ouled Dahman
- Aqueduc de Perigotville
- Aqueduc de Rauzazus
- Aqueduc de Ruiscade
- Aqueduc de la plaine de Sbikkra
- Aqueduc de Sétif Sitifis
- Aqueducs de Sidi Hamar
- Aqueduc de Sigus Siga
- Aqueducs de Skikda Ruisacde
- Aqueduc de Stora
- Aqueduc de Tamagra
- Aqueduc de Timgad Thamugadi
- Aqueduc de Tipaza Tipasa de Maurétanie
- Aqueduc de Tebessa Theveste
- Aqueduc de Tenes (3)
- Aqueduc de Tigava Tigava
- Aqueduc de Tubusuptu
- Aqueduc de Verecunda
- Aqueduc de Kadafi

## Allemagne(Gaule Belgique) (2)

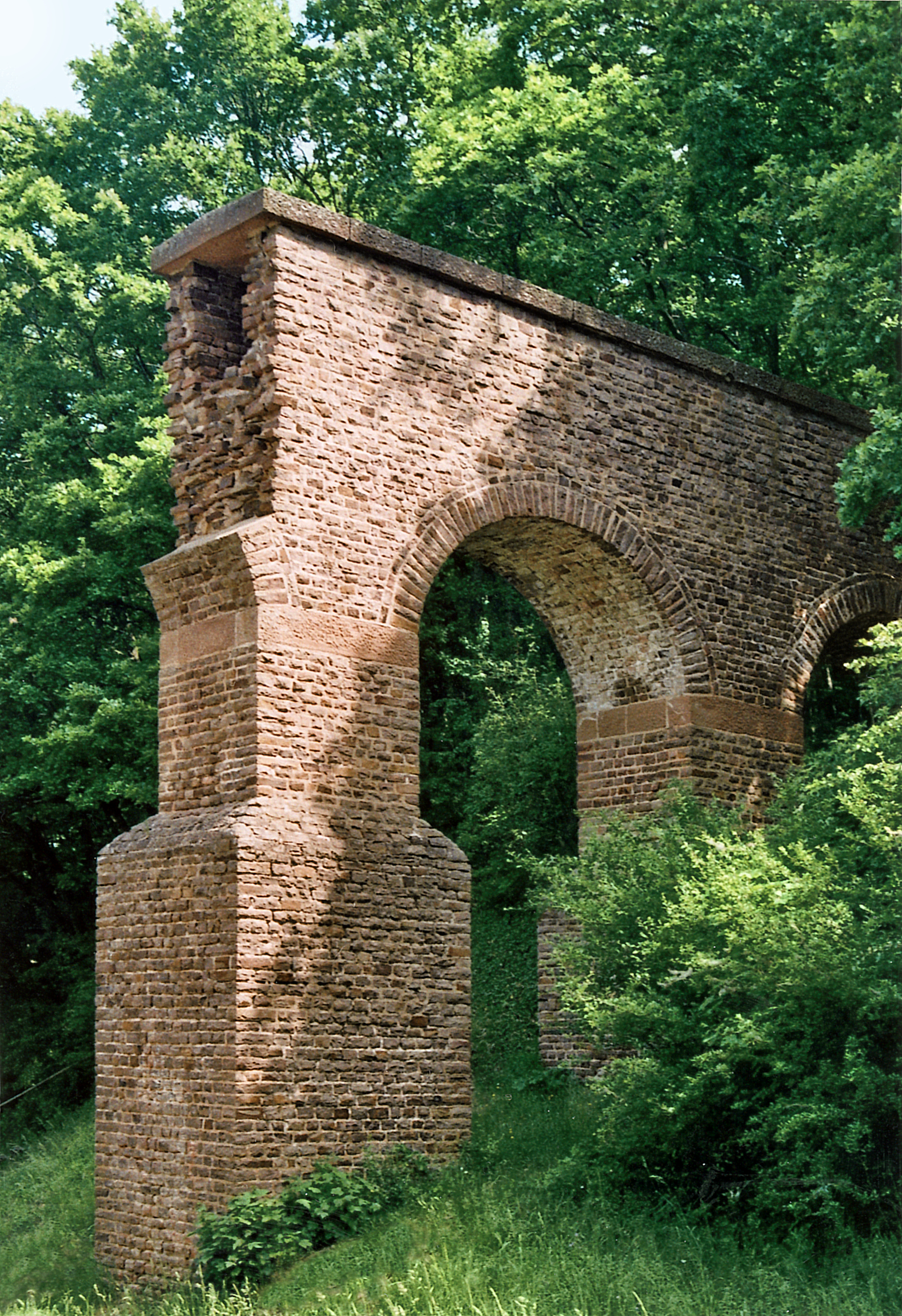
Aqueduc de l'Eifel, Allemagne.

- Aqueduc de l'Eifel (Cologne)
- Aqueduc de Mayence (Mogontiacum)

## EspagneetPortugal(24)
- Aqueduc d'Almunecar Sexi
- Aqueduc de Barcelone Barcino

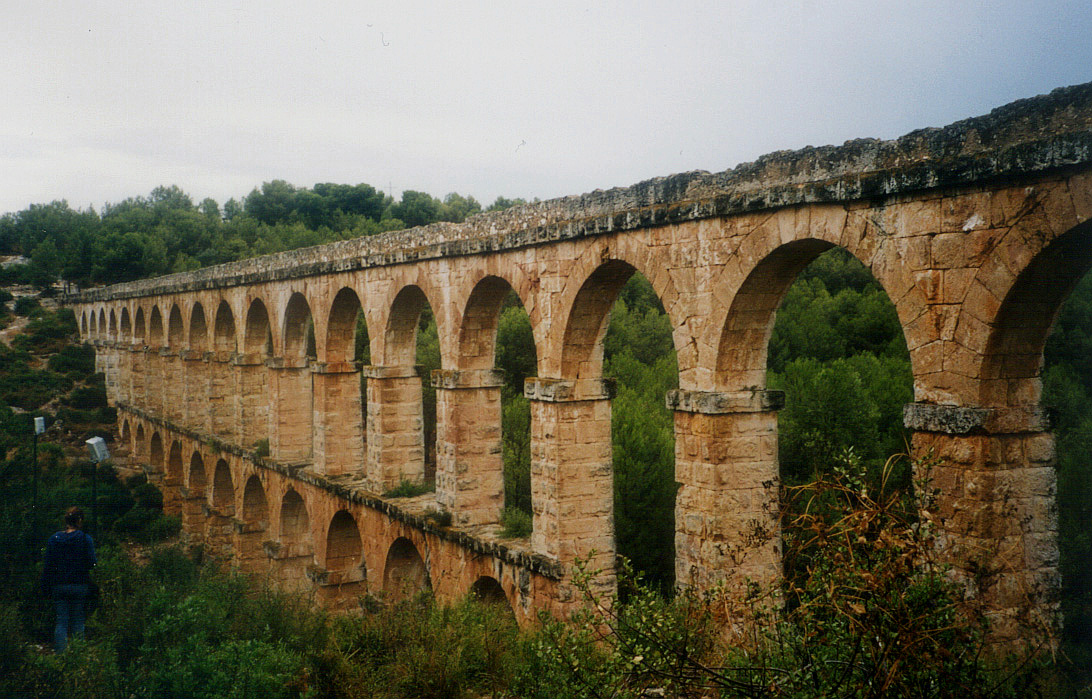
Aqueduc de Tarragone, Espagne.

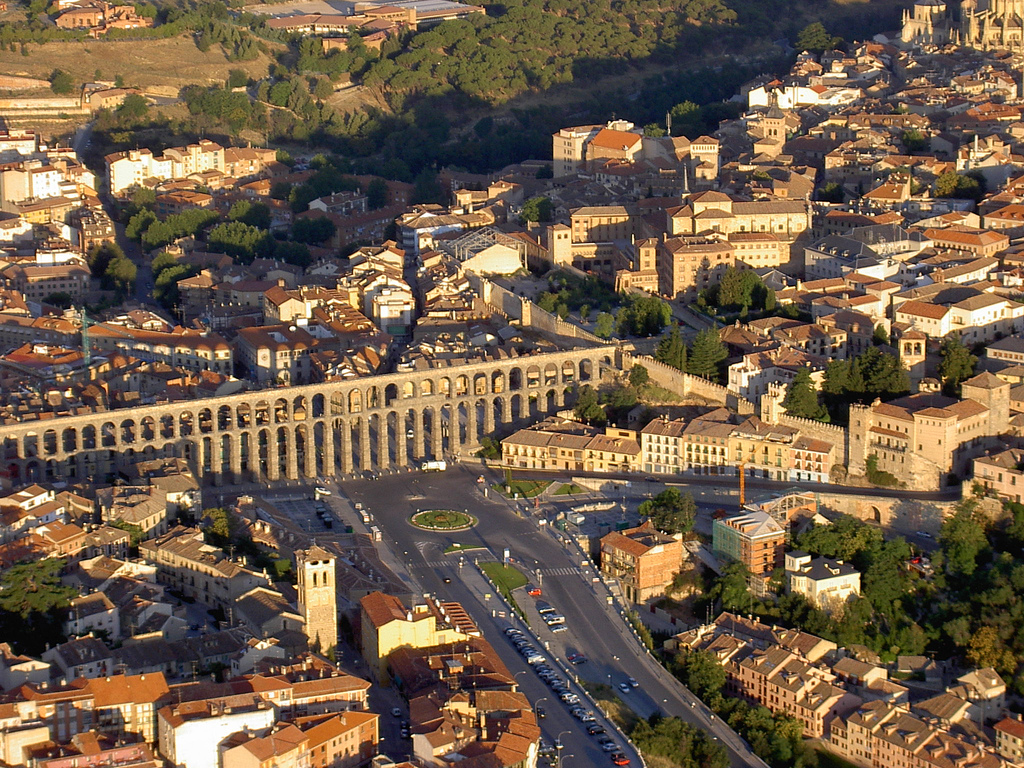
Aqueduc de Ségovie, Espagne.

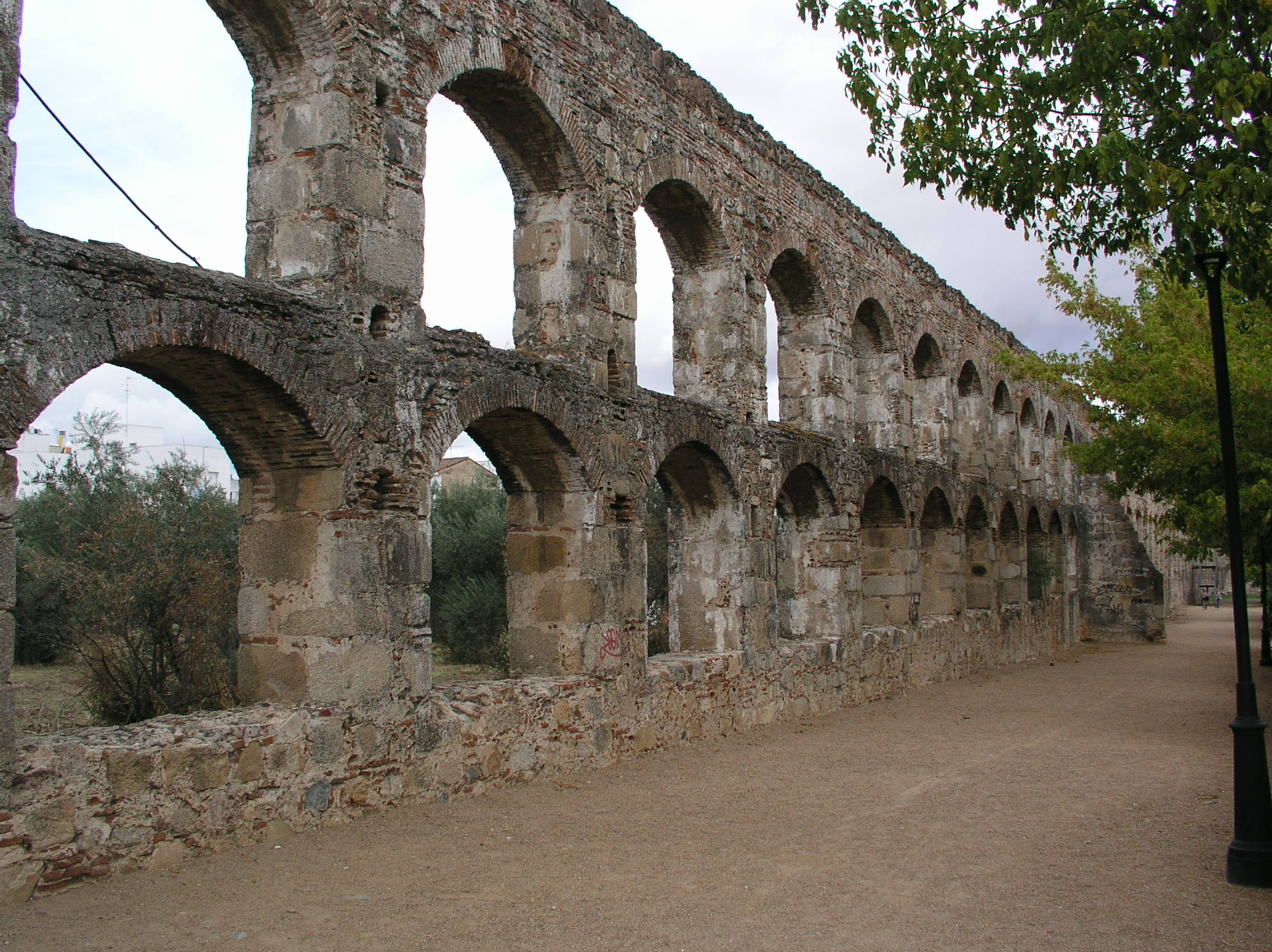
Aqueducs de San Lazaro à Mérida, Espagne.

- Aqueducs de Bolonia  Baelo Claudia :
  - Aqueduc de los Caniscales,
  - Aqueduc de San Bartolomé.
- Aqueduc de Cadix Gades
- Aqueduc de Calahorra Calaguris ou de l'Alcanar
- Aqueduc de Chelva
- Aqueduc de Grenade Illibris
- Aqueduc d'Italica (Séville la Vieille)
- Aqueducs de Mérida (Mérida) Emerita Augusta
  - Aqueduc de Cornalvo,
  - Aqueduc de Rabo-de-Buey,
  - Aqueduc de Proserpina : aqueduc des Miracles (Acueducto de los Milagros).
- Aqueduc de Pineda do Mar
- Aqueduc de Sadaba Aquae Atilianae
- Aqueduc de Saragosse Caesar Augusta
- Aqueduc de Sasamon aqua Segisamonensis
- Aqueduc de Ségovie (Ségovie) Segubia
- Aqueduc de Séville Hispalis
- Aqueduc de Tarragone (Tarragone) Tarraco
- Aqueduc de Teruel
- Aqueduc de Montejo de Tiermes Termes
- Aqueduc de Tolède Toletum
- Aqueduc de Valencia de Alcantara Valentia
- Aqueduc de Lisbonne Olispo ou d'Amadora

## France

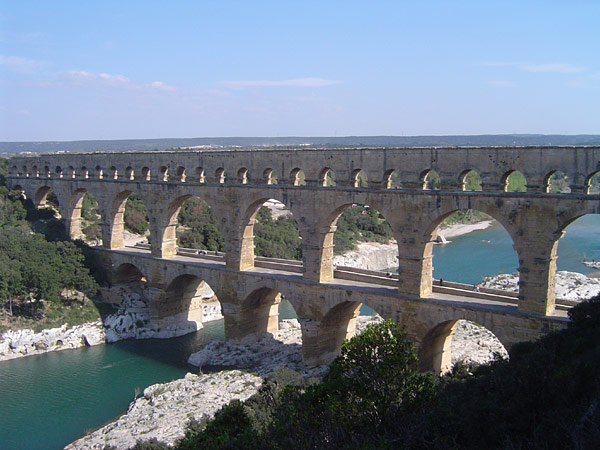
Pont du Gard, vue générale du pont-aqueduc.

156 aqueducs pour 110 sites,.

## Grande-Bretagne(20)
- Aqueduc de Cantorbéry  Durovernum Cantiacorum
- Aqueduc de Carlish Luguvalum
- Aqueduc de Catterick Cataractonum
- Aqueduc de Chester Deva
- Aqueduc de Cirencester Corinum Dobunnorum
- Aqueduc de Colchester  Camulodunum
- Aqueduc de Caster-by-Norwich
- Aqueduc de Corbridge Corstopitum
- Aqueduc de Dolaucothi
- Aqueduc de Dorchester Dorset
- Aqueduc d'Exeter Isca Dummoniorum
- Aqueduc de Gloucester  Glevan
- Aqueduc de Leicester Ratae Coritanorum
- Aqueduc de Lincoln Lindum Colonia
- Aqueduc de Londres Londinum
- Aqueduc de Saint-Albans Verulamium
- Aqueduc de Wall Lectocetum
- Aqueduc de Winchester Venta Belgarum
- Aqueduc de Wroxester Viroconium Cornoviorum
- Aqueduc de York Eboracum

## Grèce(7)

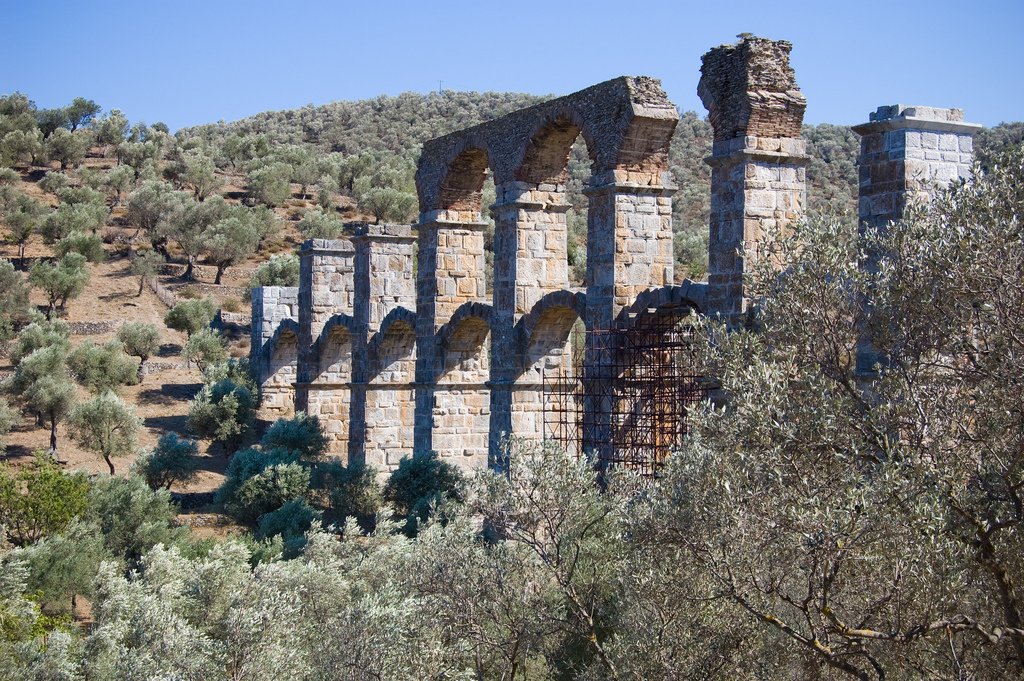
Aqueduc de Mytilène, Lesbos, Grèce.

- Aqueducs d'Athènes
  - aqueduc de Pisistrate
  - aqueduc d'Hadrien
- Aqueduc de Corinthe Corintha
- Aqueduc de Mytilène
- Aqueduc de Nicopolis
- Aqueduc de Patras
- Aqueduc de la villa d'Hérode Atticus

## Hongrie
- Aqueduc d'Aquincum, Óbuda

## Israël(1)

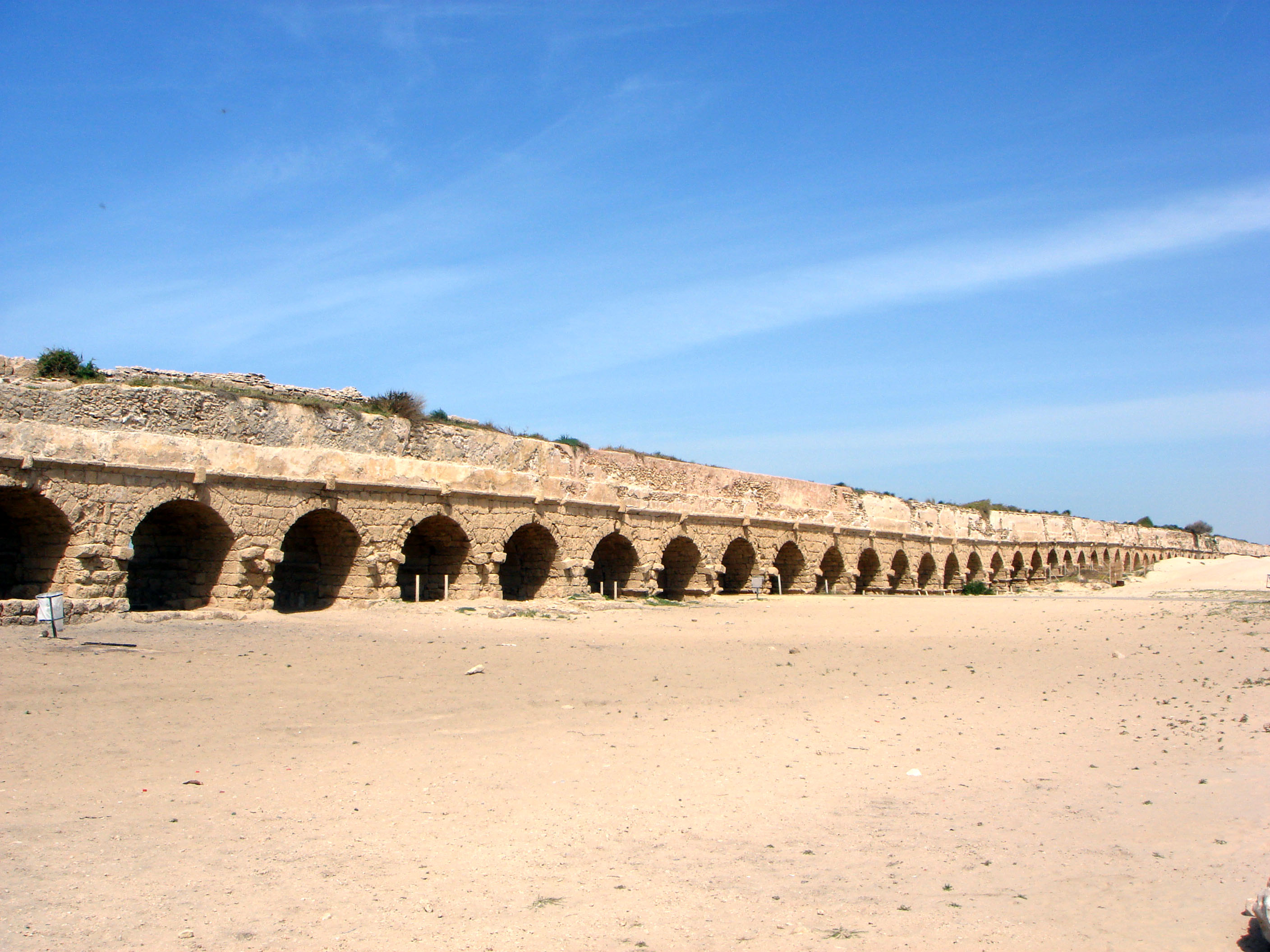
Aqueduc de Césarée, Israël.

- Aqueduc de Césarée Maritime Caesarea

## Italie(16)

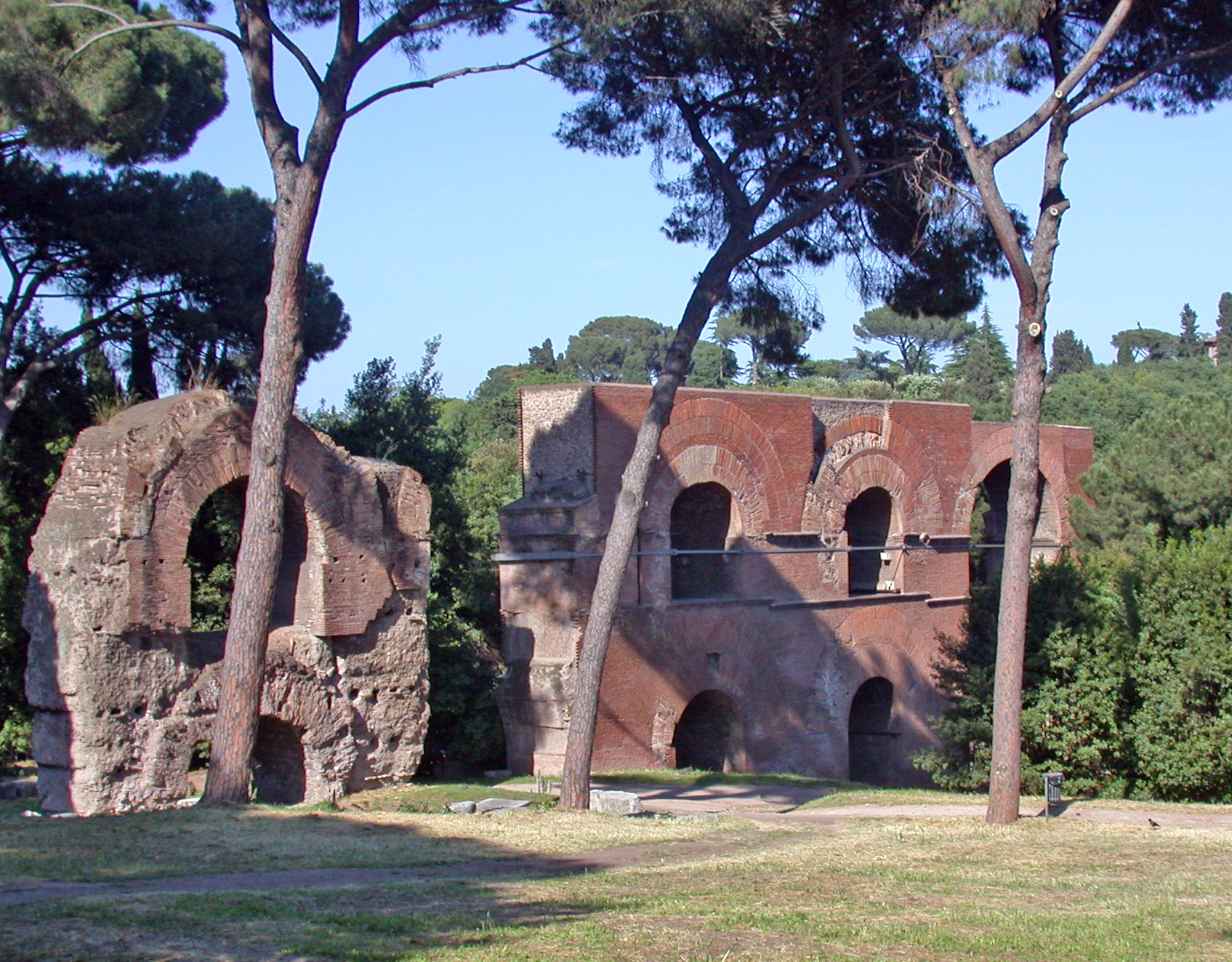
Aqueduc de Néron à Rome, Italie.

- Aqueduc d'Auguste (Campanie).
- Aqueduc de Bologne Bononia.
- Aqueduc de Minturnes Minturnae.
- Aqueduc d'Olbia (Sardaigne).

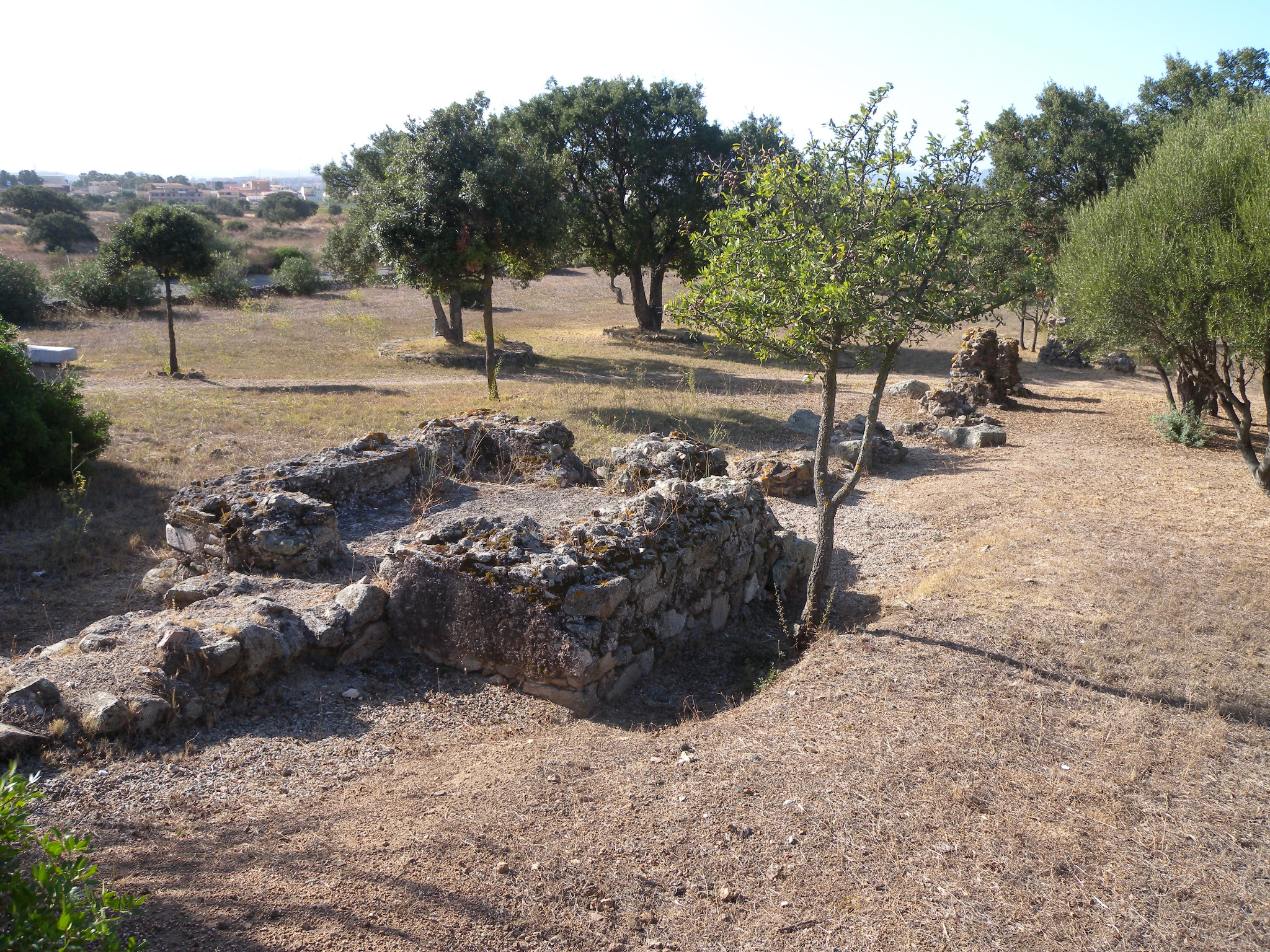
Aqueduc romain d'Olbia (Sardaigne).
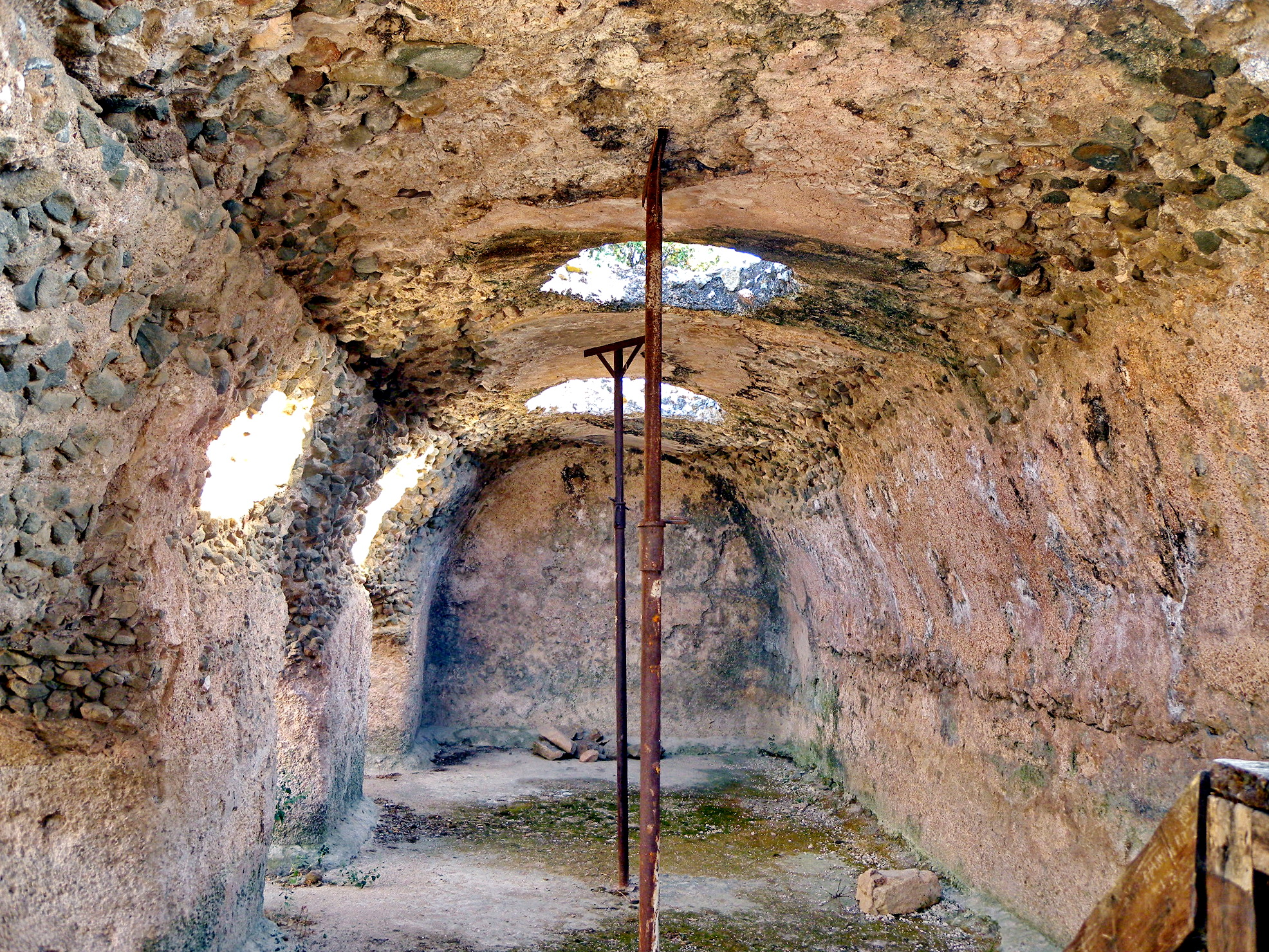
Citerne de l'aqueduc d'Olbia.

- Aqueduc de Pompéi
- Pont d'Aël (Aymavilles)
- Pont-aqueduc du Grand-Arvou (ou pont du ru Prévôt) (Roisan).
- Aqueduc de l'Aqua Crabra (Tusculum).
- Aqueduc romain (it)-bénédictin de Catane.

### Rome(11)
- - Acqua Felice
  - Aqueduc de l'Aqua Alexandrina (Aqua Alexandrina)
  - Aqueduc de l'Aqua Alsietina (Aqua Alsietina)
  - Aqueduc de l'Anio Novus (Aqua Anio Novus)
  - Aqueduc de l'Anio Vetus (Aqua Anio Vetus)
  - Aqueduc de l'Aqua Appia (Aqua Appia)
  - Aqueduc de l'Aqua Claudia (Aqua Claudia)
  - Aqueduc de l'Aqua Julia (Aqua Iulia)
  - Aqueduc de l'Aqua Marcia (Aqua Marcia)
  - Aqueduc de l'Aqua Tepula (Aqua Tepula)
  - Aqueduc de l'Aqua Trajana (Aqua Traiana)
  - Aqueduc de l'Aqua Virgo (Aqua Virgo)

## Jordanie(1)
- Aqueduc de Gadara

## Liban(3)
- Aqueduc de Beyrouth
- Aqueduc de Sour Tyr
- Aqueduc de Bcharre

## Libye(5)
- Aqueduc d'Appolonia
- Aqueduc de Cyrène
- Aqueduc de Labda Leptis Magna
- Aqueduc de Ptolemais
- Aqueduc de Sabratha

## Maroc(5)
- Aqueduc de Tetouan Tamuda
- Aqueduc de Salé (Sour kouass)
- Aqueduc de Kouass
- Aqueduc de Moulay Driss Zerhoun
- Aqueduc de Volubilis

## Tunisie(13)

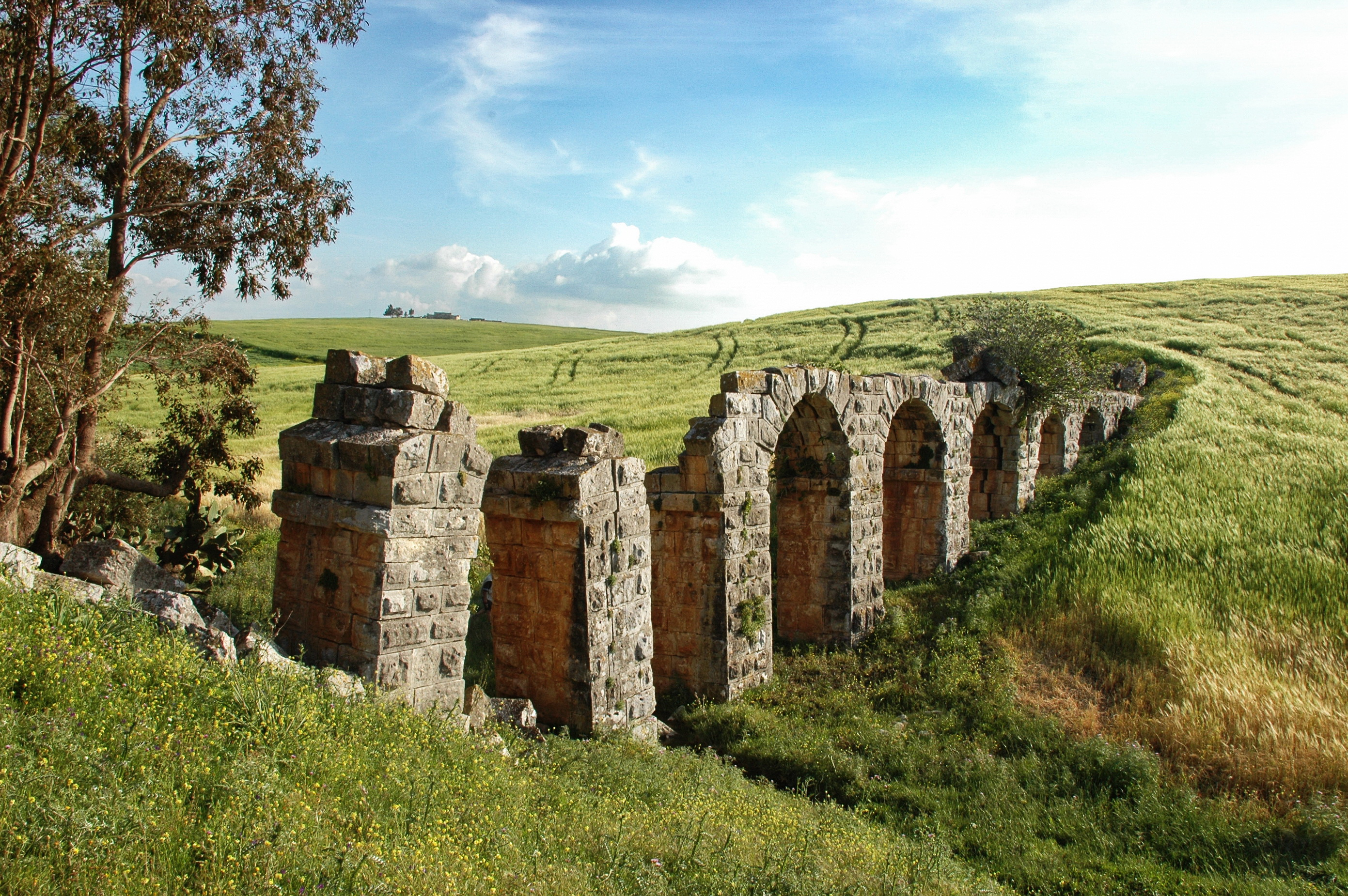
Pont-aqueduc sur l'oued Guetoussia, Dougga, Tunisie.

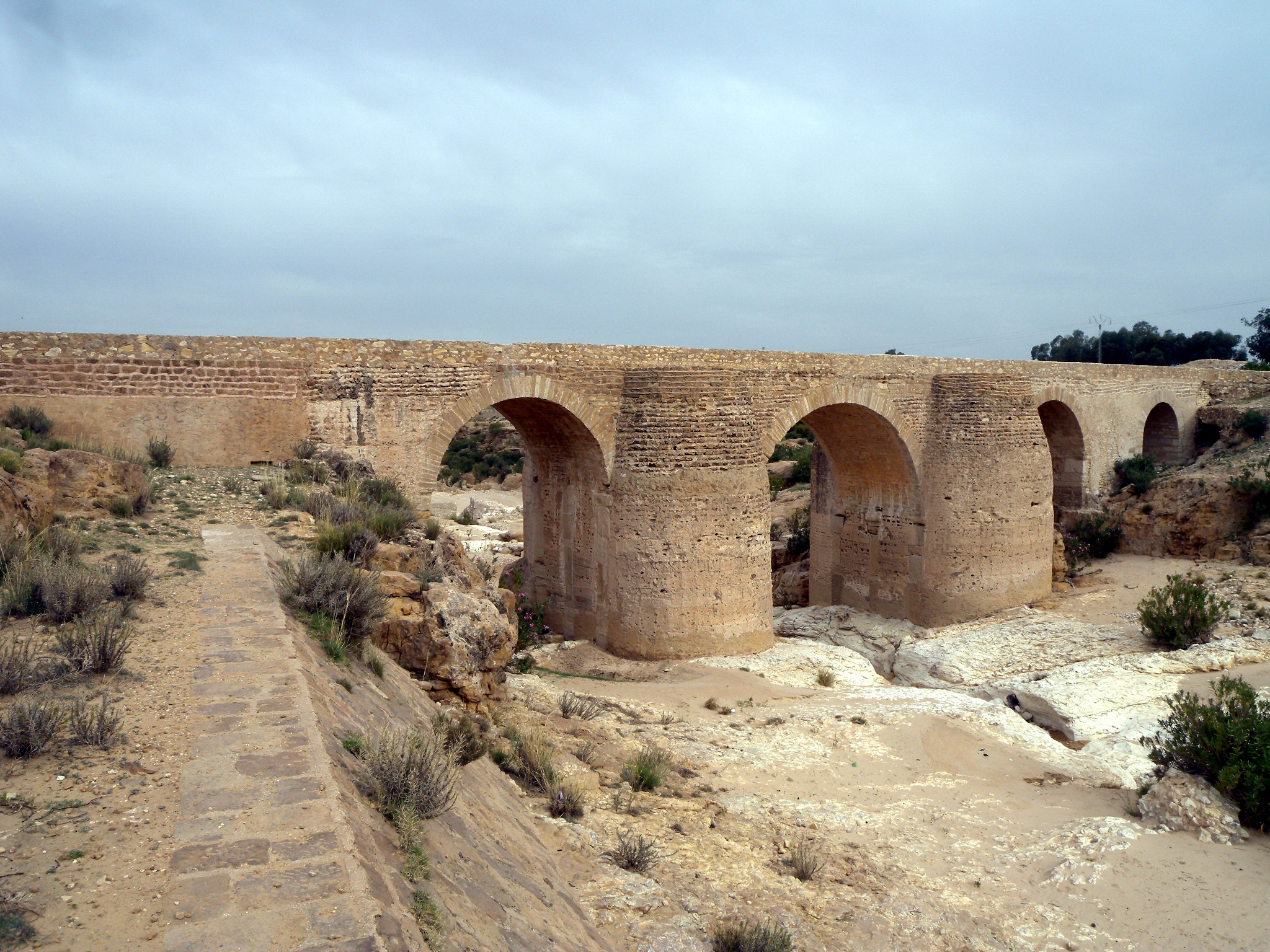
Pont-aqueduc de Sbeïtla, Tunisie.

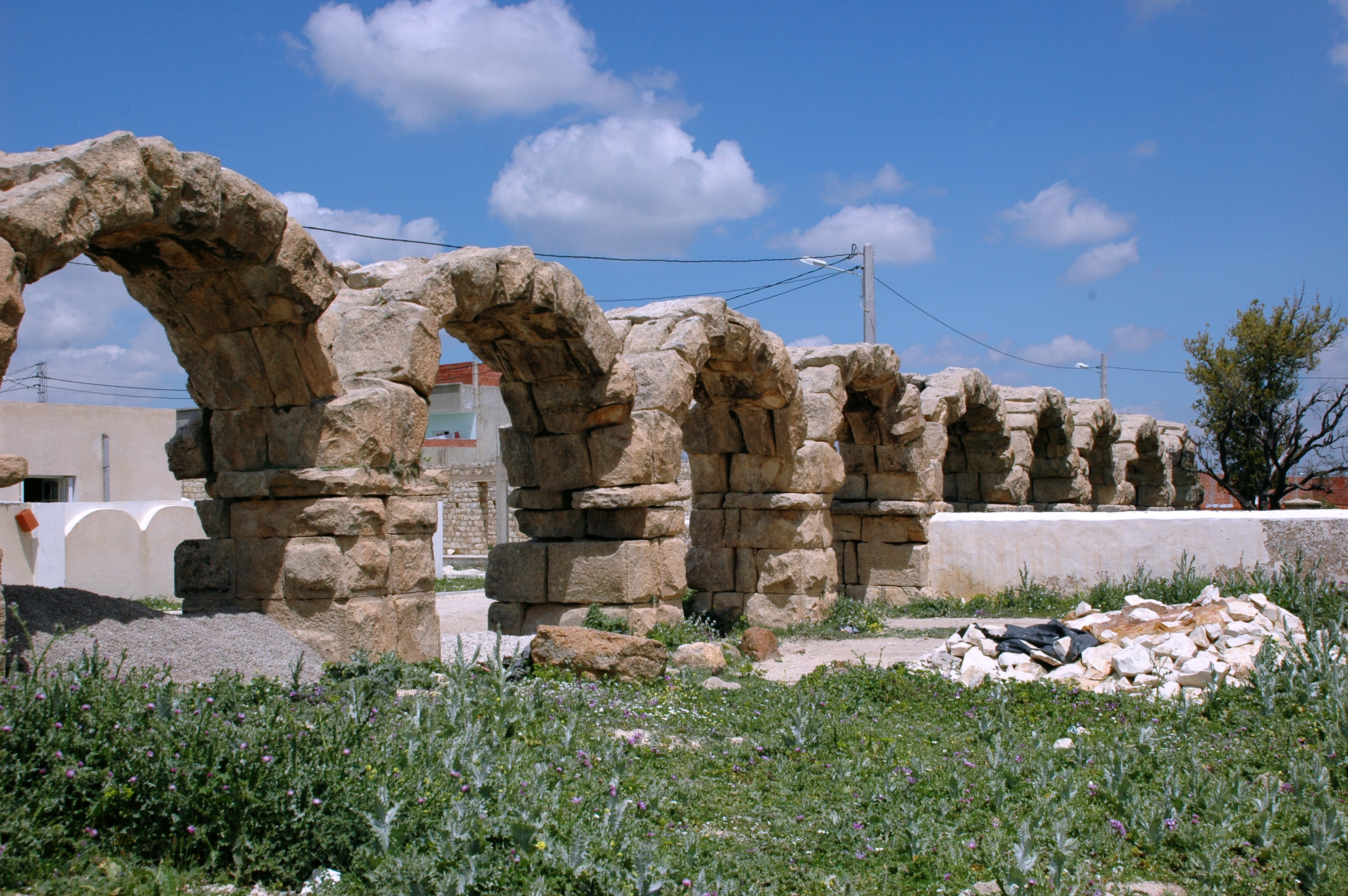
Pont-aqueduc de Makthar, Tunisie.

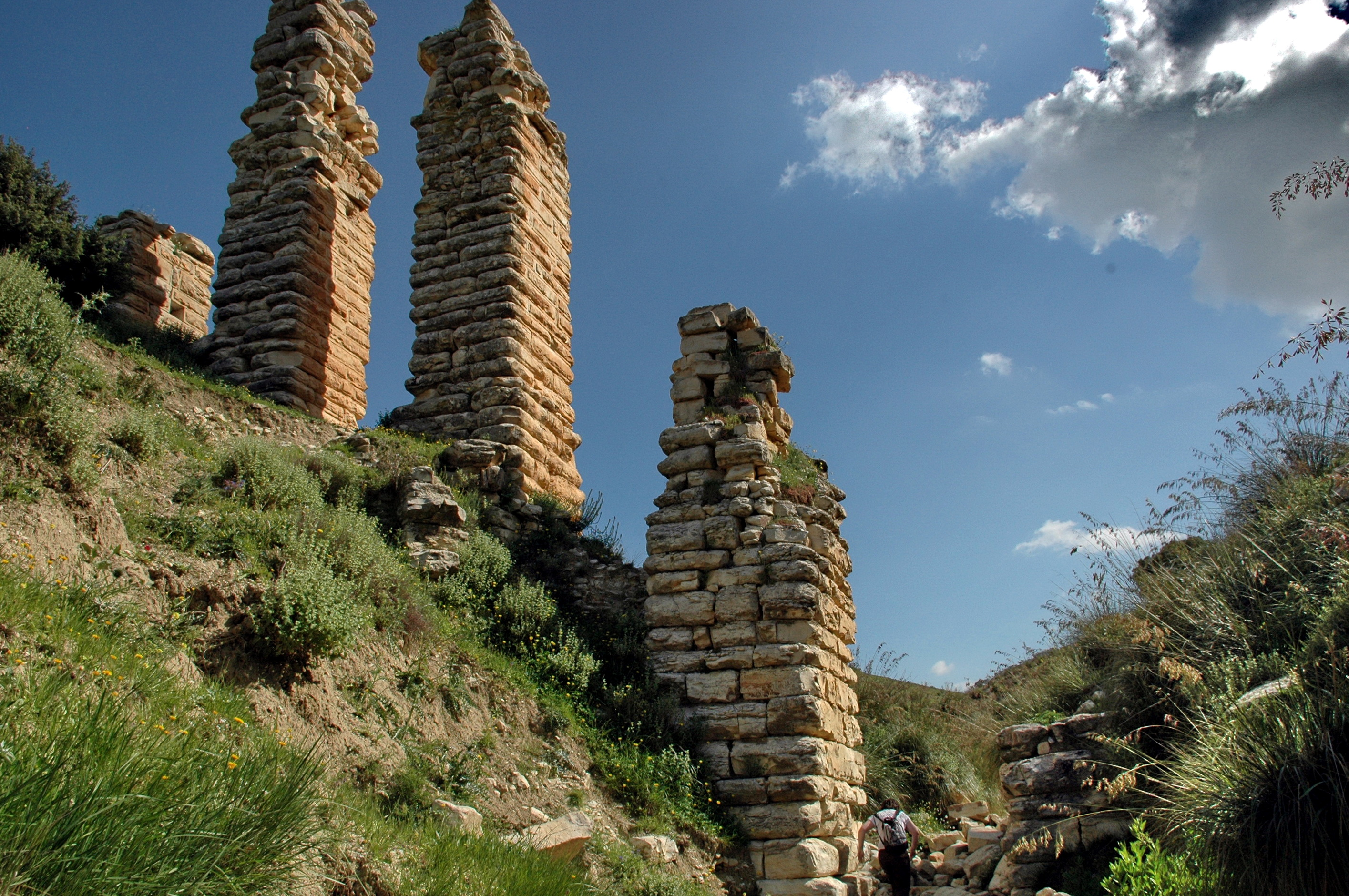
Ruines du pont-aqueduc de Jemma Zama, sur l'oued Kraffez, Tunisie.

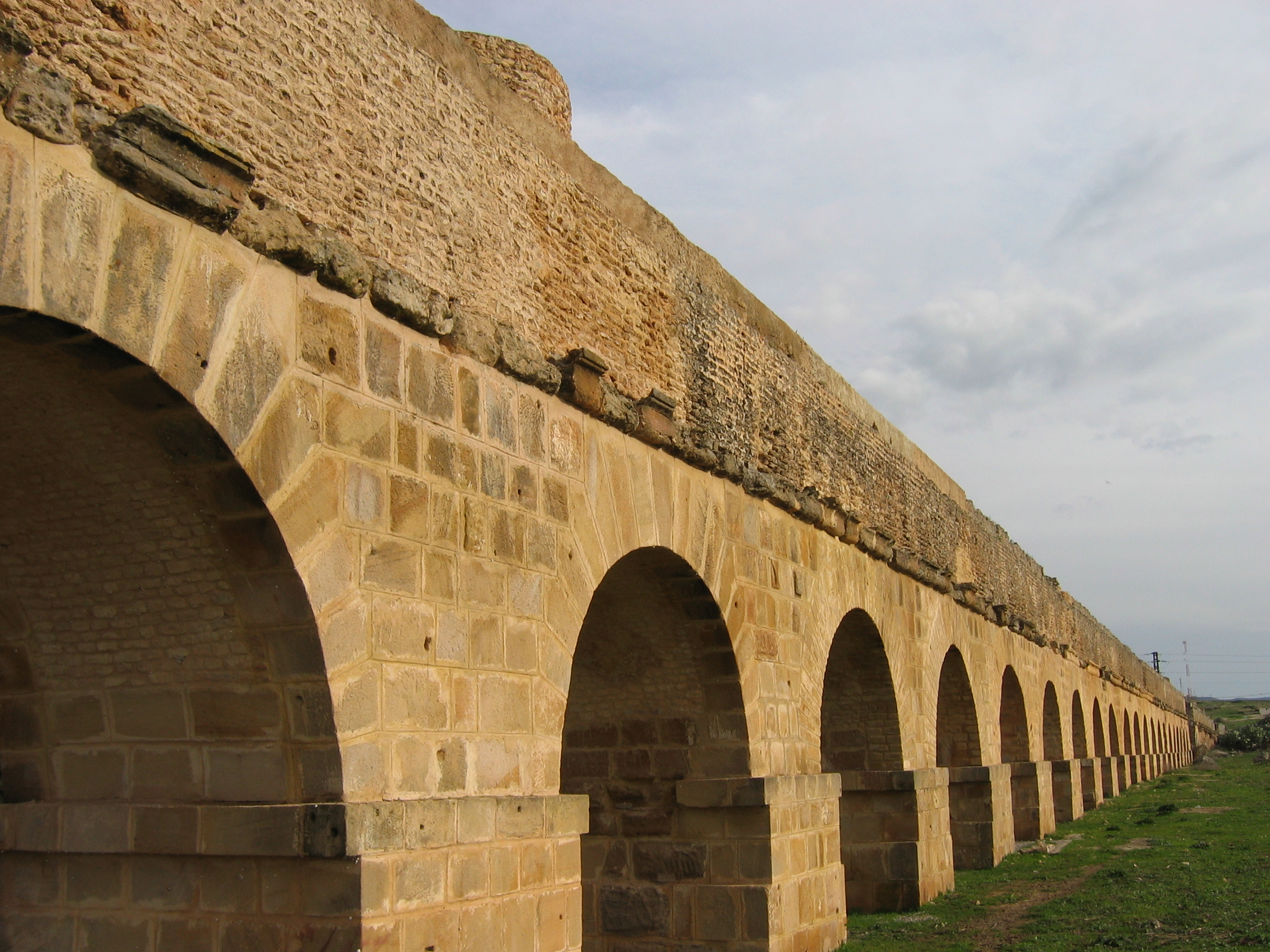
Aqueduc de Zaghouan à Carthage, Tunisie.

- Aqueduc de Zaghouan (Carthage)[3]
- Aqueduc de Chemtou Simitthu [4]
- Aqueduc de Dougga Thugga[5],[6]
- Aqueduc d'El Jem Thsydrus
- Aqueduc de Jemma-Zama
- Aqueduc de Kairouan
- Aqueduc du Kef Sicca
- Aqueduc de Mahdjia Gummi
- Aqueduc de Makthar Mactaris
- Aqueduc d'Oudna Uthina[7]
- Aqueduc de Sbeïtla Sufetula
- Aqueduc de Sousse Hadrumetum
- Aqueduc d'Utique Utica

## Turquie(12)

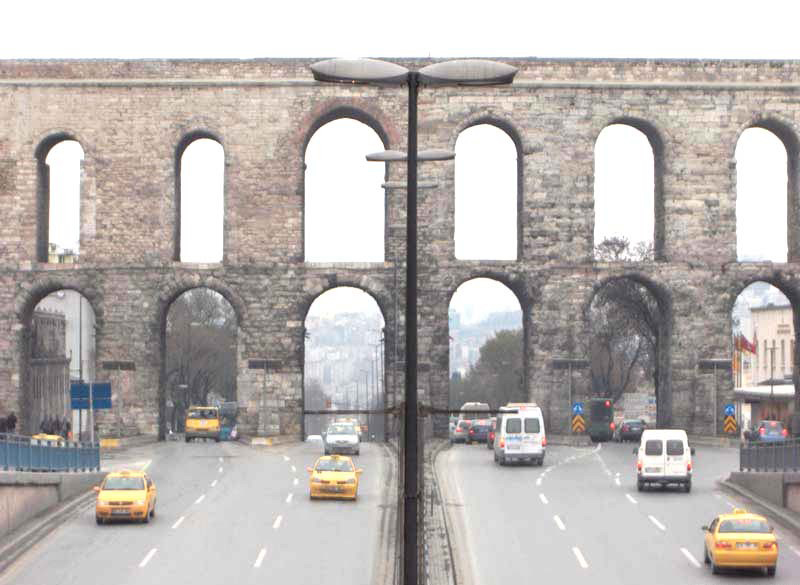
Aqueduc de Valens à Istanbul, Turquie.

- Aqueduc d'Aspendos
- Aqueducs d'Istanbul
  - aqueduc d'Hadrien
  - Aqueduc de Constantin
  - Aqueduc de Valens (Istanbul)
- Aqueduc d'Éphèse
- Aqueducs d'Izmir (Smyrne)
- Aqueduc d'Izmit (Nicomédie)
- Aqueduc de Pergame
- Aqueduc de Pergé
- Aqueduc de Phaselis
- Aqueduc de Sidé
- Aqueduc de Sinop